# فرودگاه لئوناردو دا وینچی-فیومیچینو
فرودگاه لئوناردو دا وینچی-فیومیچینو (به ایتالیایی: Aeroporto Leonardo da Vinci di Fiumicino) یک فرودگاه همگانی مسافربری با کد یاتا FCO است که یک باند فرود آسفالت دارد و طول باند آن ۳۲۸۸ متر است. این فرودگاه در شهر فیومیچینو کشور ایتالیا قرار دارد و در ارتفاع ۵ متری از سطح دریا واقع شده‌است.

## پایانه‌ها
| پایانه | گیت                               | شرکت هواپیمایی                                                              | توضیحات                              |
| ------ | --------------------------------- | --------------------------------------------------------------------------- | ------------------------------------ |
| T1     | B1-B13 B14-B30                    | آلایتالیا (پروازهای کوتاه) ایر لینگاس، ایر فرانس، هواپیمایی کرواسی،، کی‌ال‌ام |                                      |
| T2     | C1-C7                             | بلو ایر، ایزی‌جت، ویز ایر                                                    |                                      |
| T3     | C8-C16 D1-D10 H1-H3 H6-H19 G1-G14 | آلایتالیا (پروازهای طولانی) چند شرکت دیگر                                   | پس از آتش‌سوزی در ۷ مه ۲۰۱۵ D بسته شد |
| T5     | H1-H3 H6-H19 G1-G14               | ایالات متحده آمریکا، چند شرکت آسیایی، و اسرائیل                             |                                      |

## شرکت‌های هواپیمایی و مقصدها

مقصدهای پروازی از فرودگاه لئوناردو دا وینچی-فیومیچینو

### مسافربری
| شرکت‌های هواپیمایی                                          | مقصدهای پروازی | Terminal |
| ---------------------------------------------------------- | --- | -------- |
| اژین ایرلاینز                                              | فرودگاه بین‌المللی آتن فصلی: فرودگاه بین‌المللی کورفو، فرودگاه بین‌المللی هراکلین | ۳        |
| ایر لینگاس                                                 | فرودگاه دوبلین | ۱        |
| آئروفلوت                                                   | فرودگاه بین‌المللی شرمتیوو | ۳        |
| آئروفلوت انجام‌شده توسط: روسیه ایرلاینز                     | فرودگاه پالکوو | ۳        |
| ارولینیاس آرژانتیناس                                       | فرودگاه بین‌المللی مینیسترو پیستارینی | ۳        |
| هواپیمایی الجزایر                                          | فرودگاه هواری بومدین | ۳        |
| ایربالتیک                                                  | فرودگاه بین‌المللی ریگا | ۳        |
| ایر کانادا                                                 | فرودگاه بین‌المللی پیرسون تورنتو | 5        |
| ایر کانادا روژ                                             | فرودگاه بین‌المللی مونترآل-پییر الیوت ترودو | ۳        |
| ایر چاینا                                                  | فرودگاه بین‌المللی پکن | 5        |
| ایر اروپا                                                  | فرودگاه مادرید-باراخاس | ۱        |
| ایر فرانس                                                  | فرودگاه شارل دوگل پاریس | ۱        |
| ایر ایندیا                                                 | فرودگاه بین‌المللی ایندیرا گاندی | ۳        |
| ایر مالتا                                                  | فرودگاه بین‌المللی مالت | ۳        |
| ایر مولداوا                                                | فرودگاه بین‌المللی کیشیناو | ۳        |
| ایر صربیا                                                  | فرودگاه بلگراد نیکولا تسلا | ۱        |
| Air Transat                                                | فصلی: فرودگاه بین‌المللی مونترآل-پییر الیوت ترودو، فرودگاه بین‌المللی پیرسون تورنتو | 5        |
| آلبااستار                                                  | فصلی: فرودگاه تارب-لورد-پیرنه | ۱        |
| آلایتالیا                                                  | فرودگاه بین‌المللی ابوظبی، فرودگاه فرتیلیا، فرودگاه هواری بومدین، فرودگاه اسخیپول آمستردام، فرودگاه بین‌المللی آتن، فرودگاه بارسلونا-ال پرات، فرودگاه باری، فرودگاه بین‌المللی رفیق حریری بیروت، فرودگاه بلگراد نیکولا تسلا، فرودگاه برلین تگل، فرودگاه بیلبائو، فرودگاه بلوونی گوگلیلمو مارکونی، فرودگاه بین‌المللی لوگان، فرودگاه بریندیسی، فرودگاه بروکسل، فرودگاه بین‌المللی هنری کواندا، فرودگاه بین‌المللی بوداپست فرنک لیست، فرودگاه بین‌المللی مینیسترو پیستارینی، فرودگاه کگلیاری-الماس، فرودگاه بین‌المللی قاهره، فرودگاه بین‌المللی محمد پنجم، فرودگاه کاتانیا-فونتاناروسا، فرودگاه کپنهاگ، فرودگاه بین‌المللی دوسلدورف، فرودگاه پره‌تولا، فرودگاه بین‌المللی فرانکفورت، فرودگاه بین‌المللی ژنو، فرودگاه کریستف کلمب جنوا، فرودگاه بین‌المللی آتاترک، فرودگاه بین‌المللی جان پل دوم کراکوف-بالیس (پایان‌یافته در ۲۰ اکتبر ۲۰۱۵), فرودگاه لامتزیا ترمه، فرودگاه هیترو لندن، فرودگاه مادرید-باراخاس، فرودگاه مالاگا، فرودگاه بین‌المللی مالت، فرودگاه مراکش-منارا، فرودگاه مارسی پروانس، فرودگاه بین‌المللی میامی، فرودگاه لینیت، فرودگاه میلانو مالپنسا، فرودگاه مونپلیه - مدیترانه، فرودگاه بین‌المللی شرمتیوو، فرودگاه مونیخ، فرودگاه ناپل، فرودگاه بین‌المللی جان اف کندی، فرودگاه نیس کوت دازور، فرودگاه پالرمو، فرودگاه شارل دوگل پاریس، فرودگاه گالیله، فرودگاه پراگ رازیون، فرودگاه رجیو کالابریا، فرودگاه بین‌المللی ریو دوژانیرو گالیائو، فرودگاه بین‌المللی سائو پائولو گوارولوس، فرودگاه بین‌المللی اینچن، فرودگاه صوفیه، فرودگاه بین‌المللی امام خمینی، فرودگاه بین‌المللی بن گوریون، فرودگاه بین‌المللی مادر ترزای تیرانا، فرودگاه بین‌المللی ناریتا، فرودگاه بین‌المللی پیرسون تورنتو، فرودگاه تولوز-بلانیاک، فرودگاه فریولی ونتزیا جولیا، فرودگاه بین‌المللی تونس قرطاج، فرودگاه تورین کاسله، فرودگاه والنسیا، فرودگاه ونیز مارکو پولو، فرودگاه ورونا، فرودگاه بین‌المللی وین، فرودگاه شوپن ورشو، فرودگاه زوریخ فصلی: فرودگاه بین‌المللی ملکه علیا، فرودگاه بین‌المللی اوهر شیکاگو، فرودگاه بین‌المللی هراکلین، فرودگاه ایبیزا (اسپانیا), فرودگاه لمپیدوسا، فرودگاه بین‌المللی لس‌آنجلس، فرودگاه منورکا، فرودگاه ملی جزیره میکناس، فرودگاه پالما د مایورکا، فرودگاه پانته لریا، فرودگاه بین‌المللی رود، فرودگاه پالکوو، فرودگاه بین‌المللی تفلیس، فرودگاه تراپانی-بیرجی | ۱, ۳     |
| آلایتالیا انجام‌شده توسط: آلیتالیا سیتی‌لاینر                | فرودگاه برلین تگل، فرودگاه بلوونی گوگلیلمو مارکونی، فرودگاه پره‌تولا، فرودگاه بین‌المللی فرانکفورت، فرودگاه بین‌المللی ژنو، فرودگاه کریستف کلمب جنوا، فرودگاه لندن سی‌تی، فرودگاه لینیت، فرودگاه میلانو مالپنسا، فرودگاه مونپلیه - مدیترانه، فرودگاه مونیخ، فرودگاه ناپل، فرودگاه نیس کوت دازور، فرودگاه اس سینیا وهران، فرودگاه پودگوریتسا، فرودگاه اسکندر کبیر اسکوپیه، فرودگاه فریولی ونتزیا جولیا، فرودگاه تورین کاسله، فرودگاه ونیز مارکو پولو، فرودگاه ورونا، فرودگاه بین‌المللی وین، فرودگاه زوریخ | ۱, ۳     |
| آلایتالیا                                                  | فرودگاه ناپل، فرودگاه بین‌المللی پروگیا، فرودگاه آبروتزو، فرودگاه گالیله | ۱        |
| آلایتالیا انجام‌شده توسط: میسترال ایر                       | فرودگاه آنکونا | ۱        |
| امریکن ایرلاینز                                            | فصلی: فرودگاه بین‌المللی اوهر شیکاگو، فرودگاه بین‌المللی جان اف کندی | ۵        |
| آسیانا ایرلاینز                                            | فرودگاه بین‌المللی اینچن | 5        |
| آتلانتیک ایرویز                                            | فصلی: فرودگاه واگار (آغازشده از ۱۹ سپتامبر 2015) | ۳        |
| آستریا ایر                                                 | فرودگاه بین‌المللی وین | ۳        |
| هواپیمایی آذربایجان                                        | فرودگاه بین‌المللی حیدر علی‌اف | ۳        |
| بلاویا                                                     | فرودگاه بین‌المللی مینسک | ۳        |
| بلو ایر                                                    | فرودگاه بین‌المللی بکو، فرودگاه بین‌المللی هنری کواندا، فرودگاه بین‌المللی یاش (آغازشده از ۲۵ اکتبر ۲۰۱۵) | ۲        |
| بلو پاناروما ایرلاینز انجام‌شده توسط: بلو پاناروما ایرلاینز | فرودگاه اوریو آل سریو (پایان‌یافته در ۷ سپتامبر ۲۰۱۵), فرودگاه بین‌المللی دوموده‌دوو، فرودگاه رجیو کالابریا، فرودگاه بین‌المللی مادر ترزای تیرانا فصلی: فرودگاه بین‌المللی هراکلین، فرودگاه ایبیزا (اسپانیا), فرودگاه لمپیدوسا، فرودگاه ملی جزیره میکناس، فرودگاه پانته لریا، Preveza, فرودگاه بین‌المللی رود، فرودگاه ملی سادورینی (تیرا), فرودگاه ملی جزیره اسکیاتوس، فرودگاه بین‌المللی زاکینثوس | ۳        |
| بلو پاناروما ایرلاینز                                      | فرودگاه بین‌المللی کانکون، کینتانا رو، فرودگاه بین‌المللی خوزه مارتی، فرودگاه بین‌المللی لا رومانا، فرودگاه بین‌المللی منیول کرسسنسیو ریجون (آغازشده از ۲۱ دسامبر ۲۰۱۵), فرودگاه آنتونیو ماکئو | ۳        |
| بریتیش ایرویز                                              | فرودگاه گاتویک، فرودگاه هیترو لندن | ۳        |
| بروکسل ایرلاینز                                            | فرودگاه بروکسل | ۳        |
| بلغاریا ایر                                                | فرودگاه صوفیه | ۳        |
| کاتای پسیفیک                                               | فرودگاه بین‌المللی هنگ‌کنگ | ۳        |
| چاینا ایرلاینز                                             | فرودگاه بین‌المللی ایندیرا گاندی، فرودگاه بین‌المللی تائویوان تایوان | 5        |
| هواپیمایی شرقی چین                                         | فرودگاه بین‌المللی شانگهای پودنگ، فرودگاه بین‌المللی ونچو یونگچیانگ | 5        |
| هواپیمایی کرواسی                                           | فرودگاه دوبروونیک، فرودگاه اسپلیت، فرودگاه زاگرب | ۳        |
| چک ایرلاینز                                                | فرودگاه پراگ رازیون | ۳        |
| دلتا ایرلاینز                                              | فرودگاه بین‌المللی هارتسفیلد-جکسون آتلانتا، فرودگاه بین‌المللی جان اف کندی فصلی: فرودگاه متروپولیتن شهرستان وین دیترویت | ۵        |
| ایزی‌جت                                                     | فرودگاه آلیکانته-الچه، فرودگاه اسخیپول آمستردام، فرودگاه بازل-مولوز-فرایبورگ اروپا، فرودگاه برلین شونفلد، Bristol, فرودگاه کپنهاگ، فرودگاه بین‌المللی ژنو، فرودگاه هامبورگ، فرودگاه گاتویک، فرودگاه لوتن لندن، فرودگاه لیون-سینت اگزوپری، فرودگاه مارسی پروانس، فرودگاه لینیت (پایان‌یافته در ۲۴ اکتبر ۲۰۱۵), فرودگاه میلانو مالپنسا، فرودگاه مونیخ، فرودگاه نانت آتلانتیک، فرودگاه نیس کوت دازور، فرودگاه اورلی، فرودگاه پراگ رازیون، فرودگاه بین‌المللی بن گوریون، فرودگاه تنریف جنوبی، فرودگاه تولوز-بلانیاک، فرودگاه بین‌المللی وین فصلی: فرودگاه بین‌المللی کورفو، فرودگاه دوبروونیک، فرودگاه بین‌المللی هراکلین، فرودگاه ایبیزا (اسپانیا), فرودگاه بین‌المللی جزیره کوس، فرودگاه بین‌المللی مالت، فرودگاه منورکا، فرودگاه ملی جزیره میکناس، فرودگاه پالما د مایورکا، فرودگاه بین‌المللی رود، فرودگاه سانتیاگو د کمپوستلا، فرودگاه ملی سادورینی (تیرا), فرودگاه اسپلیت، فرودگاه بین‌المللی زاکینثوس | ۲        |
| easyJet Switzerland                                        | فرودگاه بین‌المللی ژنو | ۲        |
| اجیپت‌ایر                                                   | فرودگاه بین‌المللی قاهره | ۳        |
| ال عال                                                     | فرودگاه بین‌المللی بن گوریون | ۵        |
| هواپیمایی امارات                                           | فرودگاه بین‌المللی دبی | ۳        |
| هواپیمایی اتیوپی                                           | فرودگاه بین‌المللی بوول | ۳        |
| هواپیمایی اتحاد                                            | فرودگاه بین‌المللی ابوظبی | ۳        |
| یورووینگز                                                  | فرودگاه بین‌المللی دوسلدورف (آغازشده از ۲۵ اکتبر ۲۰۱۵) | ۳        |
| یورووینگز انجام‌شده توسط: آستریا ایر                        | فرودگاه بین‌المللی وین (آغازشده از ۳ نوامبر 2015) | ۳        |
| فن‌ایر                                                      | فرودگاه هلسینکی | ۳        |
| جرمن‌وینگز                                                  | فرودگاه برلین تگل، فرودگاه کلن بن، فرودگاه بین‌المللی دوسلدورف (پایان‌یافته در ۲۴ اکتبر ۲۰۱۵), فرودگاه هانوفر-لانگنهاگن، Stuttgart | ۳        |
| هاینان ایرلاینز                                            | فرودگاه بین‌المللی چنگچینگ ییانگبی | ۳        |
| هاپ!                                                       | فرودگاه بوردو–مریگناک، فرودگاه لیون-سینت اگزوپری، فرودگاه استراسبورگ | ۱        |
| هواپیمایی ایبریا                                           | فرودگاه مادرید-باراخاس | ۳        |
| ایران ایر                                                  | فرودگاه بین‌المللی امام خمینی | ۳        |
| شرکت هواپیمایی اسرایر                                      | فرودگاه بین‌المللی بن گوریون | ۵        |
| جت۲.کام                                                    | فرودگاه بین‌المللی گلاسگو، فرودگاه منچستر فصلی: فرودگاه بین‌المللی بلفاست، فرودگاه بین‌المللی لیدز برادفورد، فرودگاه نیوکاسل | ۳        |
| Jetairfly                                                  | فرودگاه بین‌المللی آنتورپ، فرودگاه بین‌المللی اوستند-بروگس (هردو آغازشده از ۳۱ اکتبر 2015) | ۳        |
| کی‌ال‌ام                                                     | فرودگاه اسخیپول آمستردام | ۱        |
| هواپیمایی کره                                              | فرودگاه بین‌المللی اینچن | 5        |
| کویت ایرویز                                                | فرودگاه بین‌المللی کویت، فرودگاه شارل دوگل پاریس | ۳        |
| لوفت‌هانزا                                                  | فرودگاه بین‌المللی فرانکفورت، فرودگاه مونیخ | ۳        |
| لوکزایر                                                    | فرودگاه لوگزامبورگ - فیندل | ۱        |
| مریدیانا                                                   | فرودگاه فوئرته‌ونتورا، فرودگاه بین‌المللی لا رومانا، فرودگاه بین‌المللی ابراهیم نصیر، فرودگاه بین‌المللی موا، فرودگاه اولبیا - کاستا اسمرالدا، فرودگاه تنریف جنوبی فصلی: فرودگاه گرن کناریا، فرودگاه بین‌المللی هراکلین، فرودگاه بین‌المللی سر سیوساگور رامگولام، فرودگاه منورکا، فرودگاه ملی جزیره میکناس، فرودگاه ملی سادورینی (تیرا), فرودگاه بین‌المللی شرم‌الشیخ، فرودگاه بین‌المللی زنگبار | ۳        |
| هواپیمایی خاورمیانه                                        | فرودگاه بین‌المللی رفیق حریری بیروت | ۳        |
| مونته‌نگرو ایرلاینز                                         | فرودگاه پودگوریتسا | ۳        |
| Neos                                                       | فصلی: فرودگاه رابیل، فرودگاه بین‌المللی کانکون، کینتانا رو، فرودگاه فوئرته‌ونتورا، فرودگاه بین‌المللی هراکلین، فرودگاه بین‌المللی ابراهیم نصیر، فرودگاه بین‌المللی جزیره کوس، فرودگاه بین‌المللی موا، فرودگاه فسن، فرودگاه بین‌المللی امیلکر کبرل، فرودگاه تنریف جنوبی، فرودگاه بین‌المللی زنگبار | ۳        |
| نروژین ایر شاتل                                            | فرودگاه کپنهاگ، فرودگاه هلسینکی، فرودگاه گاتویک، فرودگاه گاردرموئن اسلو، فرودگاه استکهلم-آرلاندا فصلی: فرودگاه فلسلند برگن، فرودگاه گوتنبرگ-لاندوتر | ۳        |
| هواپیمایی پگاسوس                                           | فرودگاه بین‌المللی صبیحه گوکچن | ۳        |
| قطر ایرویز                                                 | فرودگاه بین‌المللی نیو دوحه | ۳        |
| هواپیمایی پادشاهی مراکش                                    | فرودگاه بین‌المللی محمد پنجم | ۳        |
| الملکیه الاردنیه                                           | فرودگاه بین‌المللی ملکه علیا | ۳        |
| رایان‌ایر                                                   | فرودگاه بارسلونا-ال پرات، فرودگاه باری، فرودگاه بریندیسی، فرودگاه بروکسل، فرودگاه کاتانیا-فونتاناروسا، فرودگاه کومیسو، فرودگاه لامتزیا ترمه، فرودگاه مارسی پروانس، فرودگاه پالرمو، فرودگاه سن پابلو | ۳        |
| هواپیمایی سعودی                                            | فرودگاه بین‌المللی ملک عبدالعزیز، فرودگاه بین‌المللی ملک خالد | ۳        |
| هواپیمایی اسکاندیناوی                                      | فرودگاه کپنهاگ، فرودگاه استکهلم-آرلاندا فصلی: فرودگاه گاردرموئن اسلو | ۳        |
| سنگاپور ایرلاینز                                           | فرودگاه چانگی سنگاپور | ۳        |
| اسمارت‌وینگز انجام‌شده توسط: تراول سرویس ایرلاینز            | فرودگاه پراگ رازیون | ۳        |
| سریلانکان ایرلاینز                                         | فرودگاه بین‌المللی باندرانیکی | 5        |
| سان اکسپرس                                                 | فصلی: فرودگاه عدنان مندرس | ۳        |
| سوئیس اینترنشنال ایرلاینز                                  | فرودگاه بین‌المللی ژنو، فرودگاه زوریخ | ۳        |
| تاپ پرتغال                                                 | فرودگاه لیسبون پورتلا | ۳        |
| تاپ پرتغال                                                 | فرودگاه فرنسیسکو جسا کارنئیرو | ۳        |
| تاروم                                                      | فرودگاه بین‌المللی هنری کواندا، فرودگاه بین‌المللی یاش | ۳        |
| تای ایرویز اینترنشنال                                      | فرودگاه بین‌المللی سووارنابومی (پایان‌یافته در ۳۱ ژانویه 2016) | ۳        |
| ترانساویا.کام                                              | فرودگاه روتردام دی‌هیگ | ۳        |
| تونس ایر                                                   | فرودگاه بین‌المللی تونس قرطاج | ۳        |
| ترکیش ایرلاینز                                             | فرودگاه بین‌المللی آتاترک، فرودگاه بین‌المللی صبیحه گوکچن | ۳        |
| هواپیمایی بین‌المللی اوکراین                                | فرودگاه بین‌المللی بوریسپیل فصلی: فرودگاه بین‌المللی لیو دانیلو هالیتسکی | ۳        |
| یونایتد ایرلاینز                                           | فصلی: فرودگاه بین‌المللی اوهر شیکاگو، فرودگاه بین‌المللی لیبرتی نیوآرک، فرودگاه بین‌المللی دالس واشینگتن | ۵        |
| اورال ایرلاینز                                             | فرودگاه کولتسوو | ۳        |
| یو اس ایرویز انجام‌شده توسط: امریکن ایرلاینز۱               | فرودگاه بین‌المللی فیلادلفیا فصلی: فرودگاه بین‌المللی شارلوت داگلاس | ۵        |
| ازبکستان ایرویز                                            | فرودگاه بین‌المللی تاشکند | ۳        |
| ویولینگ                                                    | فرودگاه آلیکانته-الچه، فرودگاه اسخیپول آمستردام، فرودگاه بین‌المللی آتن، فرودگاه بارسلونا-ال پرات، فرودگاه برلین تگل، فرودگاه بیلبائو، فرودگاه بروکسل، فرودگاه بین‌المللی بوداپست فرنک لیست، فرودگاه کاتانیا-فونتاناروسا، فرودگاه کریستف کلمب جنوا، فرودگاه گاتویک، فرودگاه لیون-سینت اگزوپری، فرودگاه مالاگا، فرودگاه مراکش-منارا، فرودگاه مارسی پروانس، فرودگاه مونیخ، فرودگاه نانت آتلانتیک، فرودگاه نیس کوت دازور، فرودگاه پالرمو، فرودگاه اورلی، فرودگاه پراگ رازیون، فرودگاه سانتیاگو د کمپوستلا، فرودگاه سن پابلو، Stuttgart, فرودگاه تورین کاسله، فرودگاه والنسیا، فرودگاه بین‌المللی وین فصلی: فرودگاه بین‌المللی سفلوونیا، فرودگاه بین‌المللی کورفو، فرودگاه دوبروونیک، فرودگاه گرن کناریا، فرودگاه بین‌المللی هراکلین، فرودگاه ایبیزا (اسپانیا), فرودگاه ملی جزیره کارپتاس، فرودگاه بین‌المللی جزیره کوس، فرودگاه لمپیدوسا، فرودگاه بین‌المللی لارناکا، فرودگاه لانزاروته (آغازشده از ۳۱ اکتبر ۲۰۱۵), فرودگاه بین‌المللی لمنز، فرودگاه بین‌المللی مالت، فرودگاه منورکا، فرودگاه ملی جزیره میکناس، فرودگاه بین‌المللی میتیلن، فرودگاه پالما د مایورکا، Preveza/Lefkhada, فرودگاه پولا، فرودگاه رن - سن-ژاک، فرودگاه بین‌المللی کفلاویک، فرودگاه بین‌المللی رود، فرودگاه ملی سادورینی (تیرا), فرودگاه اسپلیت، فرودگاه تنریف جنوبی، فرودگاه زادر، فرودگاه بین‌المللی زاکینثوس | ۳        |
| ویز ایر                                                    | فرودگاه بین‌المللی بوداپست فرنک لیست، فرودگاه بین‌المللی کاتوویتس، فرودگاه پراگ رازیون، فرودگاه صوفیه (ازسر گرفته‌شده در ۲۴ اکتبر ۲۰۱۵), فرودگاه بین‌المللی ترایان وویا، فرودگاه بین‌المللی ویلنیوس، فرودگاه شوپن ورشو فصلی: فرودگاه گدایسک لخ والسا | ۲        |
| واو ایر                                                    | فصلی: فرودگاه بین‌المللی کفلاویک | ۳        |

### چارتر
| شرکت‌های هواپیمایی           | مقصدهای پروازی |
| --------------------------- | --- |
| آلایتالیا                   | فصلی تابستان: فرودگاه بین‌المللی دیربا–زارزیس، فرودگاه بین‌المللی غردقه، فرودگاه بین‌المللی جزیره کوس، فرودگاه بین‌المللی مرسی عالم، فرودگاه بین‌المللی مووستار، فرودگاه ملی جزیره میکناس، فرودگاه ملی سادورینی (تیرا), فرودگاه شنن، فرودگاه بین‌المللی شرم‌الشیخ فصلی زمستان: فرودگاه بین‌المللی دبی، فرودگاه بین‌المللی لا رومانا، فرودگاه بین‌المللی ابراهیم نصیر، فرودگاه بین‌المللی سر سیوساگور رامگولام، فرودگاه بین‌المللی موا، فرودگاه بین‌المللی پوانت آ پیتر، فرودگاه بین‌المللی زنگبار |
| بلو پاناروما ایرلاینز       | فرودگاه بین‌المللی مرسی عالم، فرودگاه بین‌المللی شرم‌الشیخ فصلی تابستان: فرودگاه مرسی مطروح |
| ای‌اس‌ال ایرلاینز فرانسه      | فرودگاه بین‌المللی اوستند-بروگس، فرودگاه اورلی، فرودگاه ابن بطوطه طنجه |
| خطوط هوایی ژاپن             | فصلی تابستان: فرودگاه هانه‌دا |
| Malmö Aviation              | فرودگاه بیلاند، فرودگاه اودنسا |
| مریدیانا                    | فصلی تابستان: فرودگاه بین‌المللی مرسی عالم، فرودگاه بین‌المللی شرم‌الشیخ |
| میسترال ایر                 | فصلی تابستان: فرودگاه بین‌المللی النفیضه حمامات، فرودگاه بین‌المللی هراکلین، فرودگاه بین‌المللی مرسی عالم، فرودگاه منورکا، فرودگاه بین‌المللی مووستار، فرودگاه شنن، فرودگاه بین‌المللی شرم‌الشیخ، فرودگاه تارب-لورد-پیرنه |
| Neos                        | فصلی تابستان: فرودگاه مرسی مطروح، فرودگاه بین‌المللی بن گوریون |
| تونس ایر                    | فصلی تابستان: فرودگاه بین‌المللی دیربا–زارزیس، فرودگاه بین‌المللی منستیر – حبیب بورقیبه، فرودگاه بین‌المللی عین دراهم الدولی |
| ترکیش ایرلاینز              | فصلی تابستان: فرودگاه عدنان مندرس |
| هواپیمایی بین‌المللی اوکراین | فصلی تابستان: فرودگاه بین‌المللی لیو دانیلو هالیتسکی |

### باربری
| شرکت‌های هواپیمایی                                | مقصدهای پروازی                          |
| ------------------------------------------------ | --------------------------------------- |
| فدکس اکسپرس اجراشده توسط: ای‌اس‌ال ایرلاینز ایرلند | فرودگاه آنکونا، فرودگاه شارل دوگل پاریس |
| میسترال ایر                                      | فرودگاه برشا، فرودگاه لینیت             |
| TNT Airways                                      | فرودگاه لیژ                             |
| TNT Airways اجراشده توسط: Bluebird Cargo         | فرودگاه لیژ                             |

## شرکت‌های هواپیمایی و مقصدهای پروازی

### مسافری
| شرکت‌های هواپیمایی                                     | مقصدهای پروازی |
| ----------------------------------------------------- | --- |
| ایجین ایرلاینز                                        | آتن |
| ایر لینگاس                                            | دوبلین |
| آئروفلوت                                              | شرمتیوو |
| آئروفلوت اجرا توسط روسیه ایرلاینز                     | پالکوو |
| ارولینیاس آرژانتیناس                                  | مینیسترو پیستارینی |
| هواپیمایی الجزایر                                     | هواری بومدین |
| ایر عربیا مغرب                                        | فس-سایس |
| ایربالتیک                                             | ریگا |
| ایر کانادا                                            | پیرسون تورنتو فصلی: مونترآل-پییر الیوت ترودو |
| ایر چاینا                                             | پکن |
| ایر اروپا                                             | مادرید-باراخاس |
| ایر فرانس                                             | شارل دوگل پاریس |
| ایر ایندیا                                            | ایندیرا گاندی |
| ایر مالتا                                             | مالت |
| ایر مولداوا                                           | کیشیناو |
| ایر صربیا                                             | بلگراد نیکولا تسلا |
| Air Transat                                           | فصلی: مونترآل-پییر الیوت ترودو، پیرسون تورنتو |
| آلبااستار                                             | فصلی: تارب-لورد-پیرنه |
| آلیتالیا                                              | ابوظبی، ملکه علیا، فرتیلیا، هواری بومدین، اسخیپول آمستردام، آتن، بارسلونا-ال پرات، باری، رفیق حریری بیروت، پکن، بلگراد نیکولا تسلا، برلین تگل، بلوونی گوگلیلمو مارکونی، لوگان، بریندیسی، بروکسل، بوداپست فرنک لیست، مینیسترو پیستارینی، کگلیاری-الماس، قاهره، محمد پنجم، کاتانیا-فونتاناروسا، کپنهاگ، دوسلدورف، پره‌تولا، فرانکفورت، ژنو، کریستف کلمب جنوا، خوزه مارتی، کیف ژولیانی، لامتزیا ترمه، هیترو لندن، لس‌آنجلس، مادرید-باراخاس، مالاگا، مالت، مارسی پروانس، مکزیکو سیتی، میامی، لینیت، شرمتیوو، مونیخ، ناپل، جان اف کندی، نیس کوت دازور، پالرمو، شارل دوگل پاریس، گالیله، پراگ رازیون، رجو کالابریا، ریو دوژانیرو گالیائو، کومودورو ارتورو مرینو بنیتز، سائو پائولو گوارولوس، اینچئون، صوفیه، امام خمینی، بن گوریون، مادر ترزای تیرانا، ناریتا، تولوز-بلانیاک، فریولی ونتزیا جولیا، تونس قرطاج، تورین کاسله، ونیز مارکو پولو، ورونا، شوپن ورشو، زوریخ فصلی: اوهر شیکاگو، ایندیرا گاندی (برقراری مجدد از ۲۹ اکتبر ۲۰۱۷)، دوبروونیک، هراکلین، ایبیزا، لمپیدوسا، لارناکا، ابراهیم نصیر (آغاز از ۳۱ اکتبر ۲۰۱۷)، منورکا، ملی جزیره میکناس، پالما د مایورکا، پانته لریا، رود، پالکوو، ملی سادورینی، اسپلیت، تنریف شمالی، پیرسون تورنتو، تراپانی-بیرجی |
| آلیتالیا اجرا توسط آلیتالیا سیتی‌لاینر                 | آنکونا (آغاز از ۱ سپتامبر ۲۰۱۷)، بلوونی گوگلیلمو مارکونی، پره‌تولا، ژنو، کریستف کلمب جنوا، لندن سی‌تی، لینیت، مونیخ، ناپل، نیس کوت دازور، اس سینیا وهران، پودگوریتسا، گالیله، فریولی ونتزیا جولیا، تورین کاسله، ونیز مارکو پولو، ورونا، زوریخ فصلی: سالونیک |
| آلیتالیا                                              | آنکونا (پایان در ۳۱ اوت ۲۰۱۷) |
| AlMasria Universal Airlines                           | چارتر فصلی: شرم‌الشیخ |
| امریکن ایرلاینز                                       | فیلادلفیا فصلی: شارلوت داگلاس، اوهر شیکاگو، دالاس-فورت ورث، جان اف کندی |
| آسیانا ایرلاینز                                       | اینچئون |
| ای‌اس‌ال ایرلاینز فرانسه                                | چارتر: اوستند-بروگس، اورلی، ابن بطوطه طنجه |
| بلاویا                                                | مینسک |
| بلو ایر                                               | بکو، هنری کواندا، میهایل کوگیالنیچونو، یاش، جان لنون لیورپول، تورین کاسله |
| بلو پاناروما ایرلاینز اجرا توسط بلو پاناروما ایرلاینز | رجو کالابریا، مادر ترزای تیرانا فصلی: کورفو، هراکلین، ایبیزا، سفلوونیا، جزیره کوس، لمپیدوسا، ملی جزیره میکناس، پانته لریا، ملی اکتیون، رود، ملی سادورینی، ملی جزیره اسکیاتوس، زاکینثوس |
| بلو پاناروما ایرلاینز                                 | کانکون، کینتانا رو، ویلو آکونیا، خوزه مارتی، آنتونیو ماکئو چارتر: مرسی عالم، مرسی مطروح، شرم‌الشیخ |
| Braathens Regional Aviation                           | چارتر: بیلاند، اودنسا |
| بریتیش ایرویز                                         | گاتویک، هیترو لندن |
| بروکسل ایرلاینز                                       | بروکسل |
| بلغاریا ایر                                           | صوفیه |
| کاتای پاسیفیک                                         | هنگ کنگ |
| چاینا ایرلاینز                                        | تائویوان تایوان |
| هواپیمایی شرقی چین                                    | شانگهای پودنگ، ونچو یونگچیانگ |
| هواپیمایی جنوبی چین                                   | بایون گوآنگجو، ووهان تیانهه |
| هواپیمایی کرواسی                                      | اسپلیت، زاگرب فصلی: دوبروونیک |
| چک ایرلاینز                                           | پراگ رازیون |
| دلتا ایرلاینز                                         | هارتسفیلد-جکسون آتلانتا، جان اف کندی فصلی: متروپولیتن شهرستان وین دیترویت |
| ایزی‌جت                                                | اسخیپول آمستردام، بریستول، هامبورگ، گاتویک، لوتن لندن، لیون-سینت اگزوپری، میلانو مالپنسا (پایان در ۲۷ اکتبر ۲۰۱۷), نیس کوت دازور، اورلی، تولوز-بلانیاک |
| easyJet Switzerland                                   | بازل-مولوز-فرایبورگ اروپا، ژنو |
| هواپیمایی مصر                                         | قاهره |
| ال عال                                                | بن گوریون |
| هواپیمایی امارات                                      | دوبی |
| هواپیمایی اتیوپی                                      | بوول |
| هواپیمایی اتحاد                                       | ابوظبی |
| یورو وینگز                                            | دوسلدورف، مونیخ، وین |
| یورو وینگز اجرا توسط جرمن‌وینگز                        | کلن بن، هامبورگ، اشتوتگارت |
| فن‌ایر                                                 | هلسینکی |
| فلای‌بی                                                | کاردیف |
| FlyOne                                                | کیشیناو |
| هاینان ایرلاینز                                       | چنگچینگ ییانگبی، شی‌آن شیان‌یانگ |
| هاپ!                                                  | بوردو–مریگناک، لیون-سینت اگزوپری |
| ایبریا ایرلاین                                        | مادرید-باراخاس |
| ایر نوستروم اجرا توسط ایر نوستروم                     | فصلی: فیگو-پینادور |
| ایران ایر                                             | امام خمینی |
| شرکت هواپیمایی اسرایر                                 | بن گوریون |
| خطوط هوایی ژاپن                                       | چارتر فصلی: هانه‌دا |
| جت۲.کام                                               | منچستر فصلی: بیرمنگام (begin ۳۰ مارس ۲۰۱۸), گلاسگو، لیدز برادفورد، نیوکاسل |
| کاال‌ام                                                | اسخیپول آمستردام |
| کورین ایر                                             | اینچئون |
| کویت ایرویز                                           | کویت |
| لوفت‌هانزا                                             | فرانکفورت، مونیخ |
| لوکزایر                                               | لوگزامبورگ - فیندل |
| مریدیانا                                              | فوئرته‌ونتورا، لا رومانا، سر سیوساگور رامگولام، موا، فسن، اولبیا - کاستا اسمرالدا، زنگبار فصلی: ایبیزا، منورکا، ملی جزیره میکناس، پالما د مایورکا، رود، |
| هواپیمایی خاورمیانه                                   | رفیق حریری بیروت |
| میسترال ایر                                           | مادر ترزای تیرانا فصلی: تیوات چارتر: ایگناسی یان پادرفسکی بیدگوشچ چارتر فصلی: النفیضه حمامات، هراکلین، مرسی عالم، منورکا، مووستار، پالما د مایورکا، رود، شنن، شرم‌الشیخ، تارب-لورد-پیرنه |
| مونته‌نگرو ایرلاینز                                    | پودگوریتسا |
| Neos                                                  | فصلی: رابیل، کانکون، کینتانا رو، فوئرته‌ونتورا، ایبیزا، ابراهیم نصیر، رود، فسن، امیلکر کبرل، تنریف جنوبی، زنگبار چارتر فصلی: مرسی مطروح، بن گوریون |
| نروجین ایر شاتل اجرا توسط Norwegian Air International | کپنهاگ، هلسینکی، گاردرموئن اسلو، استکهلم-آرلاندا، تنریف جنوبی فصلی: فلسلند برگن، گوتنبرگ-لاندوتر، مالاگا |
| نروجین ایر شاتل اجرا توسط نروجین لانگ هاول            | لس‌آنجلس (آغاز از ۱۱ نوامبر ۲۰۱۷), لیبرتی نیوآرک (آغاز از ۹ نوامبر ۲۰۱۷), اوکلند (آغاز از ۶ فوریه ۲۰۱۸) |
| پگاسوس ایرلاینز                                       | صبیحه گوکچن |
| فیلیپین ایرلاینز                                      | نینوی آکوئینو، شارل دوگل پاریس (both resumes ۵ دسامبر ۲۰۱۷) |
| پریمرا ایر                                            | فصلی: آلبورگ |
| هواپیمایی قطر                                         | حمد |
| هواپیمایی پادشاهی مراکش                               | محمد پنجم |
| الملکیه الاردنیه                                      | ملکه علیا |
| رایان‌ایر                                              | آلیکانته-الچه، بارسلونا-ال پرات، باری، بریندیسی، بروکسل، کاتانیا-فونتاناروسا، کومیسو، لانزاروته، مالاگا، مالت، مارسی پروانس، پالرمو، سن پابلو، بن گوریون (آغاز از in ۲۹ اکتبر ۲۰۱۷),تراپانی-بیرجی فصلی: کورفو، خانیا |
| هواپیمایی سعودی                                       | ملک عبدالعزیز، ملک خالد |
| هواپیمایی اسکاندیناوی                                 | کپنهاگ، استکهلم-آرلاندا فصلی: گاردرموئن اسلو |
| سنگاپور ایرلاینز                                      | چانگی سنگاپور |
| اسمارت‌وینگز اجرا توسط تراول سرویس ایرلاینز            | پراگ رازیون |
| سان اکسپرس                                            | فصلی: عدنان مندرس |
| سوئیس اینترنشنال ایرلاینز                             | زوریخ |
| تاپ پرتغال                                            | لیسبون پورتلا |
| تاروم                                                 | هنری کواندا |
| تای ایرویز اینترنشنال                                 | سووارنابومی |
| ترانساویا.کام                                         | روتردام دی‌هیگ |
| TUI fly Belgium                                       | چارتر فصلی: محمد پنجم |
| تونس ایر                                              | تونس قرطاج چارتر فصلی: دیربا–زارزیس، منستیر – حبیب بورقیبه، عین دراهم الدولی |
| ترکیش ایرلاینز                                        | آتاترک، صبیحه گوکچن چارتر فصلی: عدنان مندرس |
| هواپیمایی بین‌المللی اوکراین                           | بوریسپیل فصلی: لیو دانیلو هالیتسکی |
| یونایتد ایرلاینز                                      | لیبرتی نیوآرک فصلی: اوهر شیکاگو، دالس واشینگتن |
| اورال ایرلاینز                                        | رامنسکویه، کولتسوو |
| ازبکستان ایرویز                                       | تاشکند |
| ویولینگ                                               | آلیکانته-الچه، اسخیپول آمستردام، بارسلونا-ال پرات، بیلبائو، کاتانیا-فونتاناروسا، دوبروونیک، ادینبرو، فوئرته‌ونتورا، ژنو، گرن کناریا، لانزاروته، گاتویک، لیون-سینت اگزوپری، مادرید-باراخاس، مالاگا، منچستر، مونیخ، نانت آتلانتیک، پالرمو، اورلی، پراگ رازیون، سانتیاگو د کمپوستلا، سن پابلو، اشتوتگارت، بن گوریون، تنریف جنوبی، والنسیا، وین، زوریخ فصلی: سفلوونیا، کپنهاگ، کورفو، هراکلین، ایبیزا، ملی جزیره کارپتاس، کیف ژولیانی، جزیره کوس، لمپیدوسا، منورکا، ملی جزیره میکناس، نیس کوت دازور، گاردرموئن اسلو، پالما د مایورکا، ملی اکتیون، رن - سن-ژاک، رود، ملی سادورینی، اسپلیت، زادر، زاکینثوس |
| ویز ایر                                               | بوداپست فرنک لیست، کاتوویتس، صوفیه، ویلنیوس، شوپن ورشو |

### باری
| شرکت‌های هواپیمایی                            | مقصدهای پروازی          |
| -------------------------------------------- | ----------------------- |
| ASL Airlines Belgium                         | لیژ                     |
| فدکس اکسپرس اجرا توسط ای‌اس‌ال ایرلاینز ایرلند | آنکونا، شارل دوگل پاریس |
| میسترال ایر                                  | برشا، لینیت             |